# Anders Lindhielm
Anders Grelsson Lindhielm (skrev själv namnet Lindehielm, före adlandet Lindbergh), född 14 september 1634 i Stockholm, död 14 september 1705 på Viborgs slott, adlad Lindhielm, upphöjd till friherre och introducerad som friherrlig ätt nr 93, var ett svenskt kammarråd, landshövding och ambassadör. Han var far till hovmarskalken Axel Lindhielm.

## Biografi
Anders Lindhielm påbörjade 1641 sina högre studier vid Uppsala universitet. 1660 lämnade han Sverige och tog först anställning som kanslist hos sin morbror residenten i Haag, Harald Appelbom, och därefter hos generalguvernören i Pommern Carl Gustaf Wrangel, 1662. Lindhielm verkade bland annat som Wrangels ombud i Stockholm, vilket involverade många möten och besök hos rådsmedlemmar både i det kungliga kansliet samt kammarkollegiet. Han övervakade periodvis även Wrangels byggnadsprojekt i Stockholm och på Skokloster. Lindhielm blev 1663 utnämnd till sekreterare vid pommerska staten. Följaktligen tog Lindhielm, likt sin far, anställning vid kammarkollegiet och blev 14 mars 1665 utnämnd till dess sekreterare. Lindhielm fortsatta hålla nära kontakt med Carl Gustaf Wrangel, som hade rekommenderat honom för sekreterarposten och senare även adelskapet. Jämte sin bror, Mårten, adlades Anders 1 oktober 1666, och bytte då namn från Lindbergh till Lindhielm. De båda bröderna upphöjdes därefter till friherrlig status 12 februari 1692 och introducerades året efter i svenska riddarhuset under nr 93. Som sekreterare i kammarkollegiet deltog Lindhielm i bland annat granskning av kronans finanser och finansväsen, samt sammanställningen av blå boken. Riksskattmästaren Sten Bielke ville 1674 befordra Lindhielm till kammarråd, vilket först mötte motstånd hos rikskanslern, men genomfördes följande år 17 november 1675.
Under det Skånska kriget (1675–1679) tillhörde Lindhielm delegationerna från kammarkollegiet som skickades till Karl XI i fältet för att rådgöra med konungen om frågor angående riksstaten. Han förde även talen för Johan Gyllenstierna i kammarkollegiet och  stöttade bland annat ett av Gyllenstiernas förslag i november 1679 angående den skånska staten. Karl XI:s förtroende för Lindhielm växte och han fick flera uppdrag angående finansieringen av krigföringen, innefattande bland annat anskaffning av kapital för värvning och en expedition till Livland.
Lindhielm blev vid riksdagen 1680 invald i bland annat utskottet över reduktionsärendena och under följande riksdagar förde dess talan. Han var drivande i reduktionskommissionens arbete och tog sig an frågor såsom huruvida adelsgods i Livland som förvärvats före den svenska tiden skulle drabbas av reduktion. Lindhielm argumenterade i denna frågan mot lantmarskalken Fabian Wrede och hävdade att en indragning skulle innefatta ett brott mod adelns privilegier. Lindhielm hade även en liberal syn och motsatte sig kammarrådet Jakob Gyllenborg angående arrenderättigheterna av indragna livländska gods som han ansåg skulle ges utan tidsbegränsning, och menade på att ett tidsbegränsat arrende kunde leda till att arrendatorer skulle försöka pressa hemmanen för maximal inkomst under denna period. I både reduktionskommissionen samt likvidationskommissionen hade Lindhielm en centerställning.
Lindhielm deltog även i riksdagen 1682–1683 då han förespråkade att konungen på grund av bland annat tidsbrist generellt inte behövde sammankalla ständerna för att ta ett beslut om utskrivning. Han valdes också till bankofullmäktig trots protester från kollegan vid kammarrådet Joel Gripenstierna. Lindhielm närvarade även vid riksdagarna 1668, 1675, 1680, 1682–1683, 1693 och 1697.
1687 reste Lindhielm till Skåne som medlem av skånska reduktions och indelningskommissionen. Detta ledde till en konflikt med den skånska guvernementskamreraren Jöran Adlersteen som inte fått tillfrågan att bli medlem av kommissionen utan istället blivit beordrat att bistå den. Lindhielm och Adlersteen hade helt motsatta idéer om arbetsmetoder vilket ledde till att dispyten försatte i flera år. Dessutom hade Lindhielm ett starkt stöd av kommissionens ordförande, generalguvernören Rutger von Ascheberg som senare kom att rekommendera Lindhielm till landshövding i Viborg.
Lindhielm tillträdde som landshövding i Viborg 24 juli 1689 men började redan innan sätta sig in i länets finanser och meddelade Karl XI före sin avresa att räntorna inte var i ordentlig ordning. Därmed blev hans viktigaste uppgift fram till det stora nordiska krigets utbrott 1700, att göra förbättringar av skatte- och uppbördssystemet i Viborg samt förnya indelningsverket. Han reste runt i länet, gjorde efterforskningar och kom upp med ett relativt radikalt förbättringsförslag, som konungen dock inte ville implementera. Kavalleriets indelning gjordes 1691-1693 och reviderades igen senare under 1690-talet. Detta var ett tidvis svårt arbete som mötte motstånd hos vissa officerare då befälens bostäder skulle bestämmas. 1694-1695 påbörjade Lindhielm även en revision av infanteriets indelning samt rotering 1695-1697. Implementeringen av de nya systemen utsattes dock för svårigheter till följd av den svåra missväxt och påföljande hungerår som kom att drabba Viborgs län 1695-1697. Lindhielms primära uppgift blev då att försöka lindra nöden.
Lindhielm deltog 1699 som ambassadör i delegationen till Moskva för utväxlande av bekräftelser för freden i Kardis under hovkanslern Johan Bergenhielms ledning. Han inlämnade sin rapport från resan 10 januari 1700, och en kort tid därefter utbröt det stora nordiska kriget. Lindhielm återvände då till Viborg där han implementerade försvarsåtgärder. Redan under 1690-talet hade Lindhielm påbörjat konstruktioner av murar och bastioner kring Viborg och i augusti 1700 gav han order om fördubblingsrekrytering. På eget bevåg skickade han förstärkningar till Nyen och Narva. Följaktligen gav defensionskommissionen Lindhielm autonomi att ordna försvaret i länet. Viborgs vallar reparerades av garnisonen tillsammans med ryska fångar och landshövdingar från grannlänen kom till Viborg för att samråda om hur försvaret skulle organiseras. Lindhielm var relativt negativt inställd till den defensiva krigföringen ledd av generalmajor Abraham Cronhiort och var istället för en mer aktiv krigföring. Han hävdade även att Karl XII:s hemkomst från Polen var en nödvändighet .
Lindhielm ramlade i april 1705 på den isiga slottstrappan i Viborg vilket ledde till sjukdom under sommaren. Han begärde tjänstledigt tidigt i september samma år för att resa till Sverige för läkarvård. Anders Lindhielm dog dock innan avresa, 14 september 1704, och ligger begravd tillsammans med sin fru och flera av sina barn i Salems kyrka. Där kan man även finna hans vapen till vänster om altaret.

## Familj
Anders Grelsson Lindhielm var son till Grels Gustafsson, referendarie i kammarkollegiet, och Ellika Appelbom till Högtorp, dotter till häradshövdingen Anders Haraldsson Appelbom. Hans bror var Mårten Grelsson Lindhielm, landshövding i Nylands och Tavastehus län och Jönköpings län.
1667 gifte sig Lindhielm med Anna Engel Skyttehielm (död 19 maj 1726), dotter till kammarrådet Joakim Skyttehielm och hans fru Catharina Riese. Tillsammans fick de tretton barn, av dem stupade fem av hans söner i olika slag under den svenska stormaktstiden, och tre dog som barn:
- Joakim, döpt 31 oktober 1667 i Stockholm, 27 september 1675 student vid Uppsala universitet, 19 augusti 1684 fänrik vid M. Vellingks regemente och vid livgardet 14 maj 1686, avsked 9 november 1688, därefter Kapten vid Erskins svenska regemente i Flandern 1688–1690, och stupade 1 juli 1690 i slaget vid Fleurus och begraven i klostret Oni.
- Anders, döpt 5 december 1668 i Stockholm, student vid Uppsala universitet 27 september 1675, därefter 2 oktober 1688 fänrik vid Gust. Maur. Lewenhaupts infanteriregemente, och kapten vid överste Sparres regemente i Flandern, död 27 maj 1716 i Stockholm och begraven i familjegraven i Salems kyrka.
- Carl Gustaf, döpt 21 december 1669 i Stockholm, gick 1685 i militärtjänst som gemen vid livgardet, 4 oktober 1688 fänrik vid drottningens livregemente till fot, 12 juni 1699 löjtnant vid drottningens livregemente till fot, 27 juli 1701 kapten vid Upplands regemente, och stupade 4 oktober 1703 i belägringen av Thorn, ogift.
- Engel, döpt 7 juni 1673 i Stockholm, död och begraven 2 augusti 1698 i Viborgs domkyrka.
- Helena Charlotta, döpt 20 juli 1674 i Stockholm, död och begraven 18 januari 1699 i Viborgs domkyrka.
- Johan, student vid Kungliga Akademien i Åbo 1685, 28 november 1692 fänrik vid Viborgs läns infanteriregemente, 20 juli 1700 regementskvartermästare vid Viborgs läns infanteriregemente, stupade 20 november 1700 vid slaget vid Narva, ogift.
- Mårten, döpt 26 januari 1678 i Stockholm, pikenerare vid livgardet, 19 januari 1697 furir vid livgardet, 9 december 1698 förare, 11 oktober 1700 fänrik, 18 januari 1701 löjtnant, stupade 19 juli 1701 vid slaget vid Düna.
- Axel, (1683–1758), hovmarskalk.
- Magnus, löjtnant vid livdragonregementet, han stupade 4 september 1708 vid slaget vid Holowczyn.
- Eleonora, (1688–4 jan 1765), gift 1709 med friherre Daniel Niklas von Höpken (1669–1741).